# Svjetionik Rt Jadrija
Svjetionik Rt Jadrija je svjetionik na lijevoj strani kanala Sv. Ante koji vodi u Šibensku luku.
Podignut je 1871. godine na nekadašnjem otočiću sv. Andrije (prema istoimenoj crkvici koja se u temeljima nalazi u neposrednoj blizini zgrade svjetionika). Objekt se sastoji od dva dijela, izvornog koji ima tlocrt u obliku slova L, te pravokutnog aneksa koji je narušio izvornu tlocrtnu koncepciju objekta tvoreći nepotpuni U tlocrt. Izvorni dio građen je od pravilno klesanih kamenih blokova. Osmerokutna troetažna kule koja završava kamenim postoljem s profiliranim vijencem i metalnom lanternom sa svjetlom uklopljena je dijelom zidova u središte jugoistočnog pročelja izvornog dijela zgrade svjetionika i lanternom malo nadvisuje krovište svjetionika.